# Frank Lehmann (Fußballspieler, 1989)
Frank Lehmann (* 29. April 1989 in Balingen) ist ein deutscher Fußballtorwart. Er steht bei der SV 07 Elversberg unter Vertrag. Lehmann absolvierte 2006 zwei Spiele für die deutschen U-18-Junioren.

## Vereinskarriere

### Karrierebeginn in Schömberg
Seine aktive Karriere als Fußballtorwart begann der in Balingen geborene Lehmann unweit seines Heimatortes im Nachwuchsbereich der TG Schömberg in Schömberg im Zollernalbkreis. Nachdem er dort als Vierjähriger 1993 seine Karriere begonnen hatte, durchlief er bis 2001 sämtliche Jugendmannschaften des Vereins mit Ausnahme der Jahre 1999 und 2000, als in der Jugendabteilung des Kooperationsvereins SV Zimmern in der Gemeinde Zimmern ob Rottweil zum Einsatz kam. Nachdem er die TG Schömberg 2001 verlassen hatte, wechselte er in die Jugend des FC 07 Albstadt, die er 2002 wieder verließ, als er ein Angebot des VfB Stuttgart bekam.

### Die Zeit vom VfB
In Stuttgart durchlief er sämtliche Jugendspielklassen und spielte mit dem B-Juniorenteam des VfB in der B-Jugend-Regionalliga. Mit der Mannschaft, die von 2002 bis 2005 viermal in Folge den Meistertitel in der Staffel Süd holte, gewann auch Lehmann im Jahre 2005 die Staffel-Meisterschaft. Von einem weiteren Erfolg war die Spielzeit 2007/08 in der A-Junioren-Bundesliga gekrönt, als Lehmann als Stammtorhüter in 24 der 26 Ligapartien zum Einsatz kam und nach dem Meistertitel in der Staffel Süd/Südwest auch in den zwei Halbfinalspielen um die deutsche Meisterschaft das Tor hütete, jedoch aus dem Wettbewerb ausschied. Noch in derselben Saison stand er beim 4:0-Erfolg gegen den SV Sandhausen am letzten Spieltag im Tor der zweiten Mannschaft des VfB. Nach einer erfolgreichen Zeit folgte für ihn ein Wechsel auf Leihbasis.

### Als Leihspieler nach Frankfurt und Cottbus
Nachdem er bereits in der Saison 2007/08 ein Testspiel für Eintracht Frankfurt absolviert hatte, aber nicht in die Mannschaft aufgenommen worden war, wechselte der 1,91 m große Tormann vor Saisonbeginn 2008/09 zur zweiten Mannschaft von Eintracht Frankfurt. Bei den Amateuren war er mit 15 Meisterschaftseinsätzen, in denen er in jeder Partie über die gesamte Spieldauer im Tor stand, hinter Jan Zimmermann mit 18 Einsätzen und vor Erman Muratagić mit einem Einsatz der zweite Torhüter der Eintracht. Mit der Mannschaft schaffte er es zum Saisonende auf Platz 3 hinter seinem späteren Arbeitgeber, dem 1. FC Heidenheim und Hessen Kassel. Zusammen mit zwei weiteren Spielern des Leistungszentrums, Cenk Tosun und Jürgen Mössmer, nahm Lehmann Anfang 2009 mit dem Profiteam der Eintracht an einem Hallenfußballturnier teil, bei dem er sich mit Jan Zimmermann im Tor abwechselte. Bei Eintracht Frankfurt trainierte er den Großteil der Zeit bei den Profis und stand nach den verletzungsbedingten Ausfällen von Markus Pröll und Jan Zimmermann als Ersatztorwart im Bundesligakader des Vereins.
Unmittelbar nach seiner Zeit in Hessen und der Rückkehr nach Stuttgart in der Sommerpause vor der Spielzeit 2009/10 folgte eine weitere Ausleihe. Diesmal zog es ihn in den Osten Deutschlands nach Cottbus, wo er einen Leihvertrag für ein Jahr bei den Amateuren von Energie Cottbus unterzeichnete. Für die Cottbuser Amateure bestritt Lehmann in der Saison 2009/10 der Oberliga Nordost 14 Partien und wechselte sich mit Marvin Gladrow im Tor ab. Am Ende der Saison wurde Energie Cottbus II mit acht Punkten Vorsprung auf den BFC Dynamo Meister der Oberliga Nordost und stieg in die viertklassigen Regionalliga Nord auf.
Zum Saisonabschluss und zum Abschied aus Cottbus wurde Lehmann mit seinem ersten Profieinsatz belohnt: Am 9. Mai 2010 kam er am letzten Spieltag der 2. Bundesliga beim 4:1-Heimsieg der ersten Mannschaft über den Absteiger Rot Weiss Ahlen zu seinem ersten Profiligaspiel. Er wurde in der 54. Spielminute für den Routinier Gerhard Tremmel eingewechselt, der sein letztes Spiel für Cottbus absolvierte. In der 61. Spielminute musste er einen Gegentreffer durch Marcel Busch hinnehmen, konnte aber auch zwei Schüsse des Gegners sicher parieren. Schon Tage vor seinem Profidebüt meinte der Cottbus-Trainer Claus-Dieter Wollitz, sich vorstellen zu können, Lehmann im letzten Meisterschaftsspiel einzusetzen, um Tremmel zu verabschieden. Nachdem sein Leihvertrag bei den Brandenburgern ausgelaufen war, kehrte Lehmann zu seinem Stammverein nach Stuttgart zurück, um kurz darauf dort seinen Vertrag zu kündigen und einen weiteren Wechsel anzutreten.

### 3. Liga in Heidenheim und Osnabrück
Im Mai 2010 unterzeichnete Lehmann einen Zweijahresvertrag beim Drittligisten 1. FC Heidenheim. In seinem ersten Jahr war er bei den Schwaben noch die Nummer zwei hinter Erol Sabanov und kam nur gegen Ende der Hin- und der Rückrunde zu insgesamt fünf Einsätzen. Seinen ersten Einsatz für die Heidenheimer in einem Ligaspiel hatte Lehmann am 20. November 2010 beim 4:1-Erfolg gegen Wacker Burghausen. In der Saison 2011/12 verdrängte er Sabanov und war Stammtorhüter. Beim Spiel am 21. Januar 2012 sah er nach 50 Sekunden gegen den Chemnitzer FC die Rote Karte, die schnellste Rote Karte der Saison 2011/12. Die folgenden beiden Spiele Sperre waren die einzigen Partien, die er in dieser Saison verpasste. Heidenheim hatte in dieser Spielzeit die Abwehr mit den zweitwenigsten Gegentoren und erreichte mit Platz vier die beste Platzierung in der Vereinsgeschichte im Profifußball. Zum 12. Spieltag der Folgesaison verlor er seinen Stammplatz. Am 17. Dezember 2012 gab der FCH die Vertragsauflösung auf Lehmanns Wunsch hin bekannt. Er spielte im Anschluss aber noch in der Zweiten Mannschaft der Heidenheimer.
Am 31. August 2013 löste Lehmann seinen Vertrag in Heidenheim auf und wechselte kurz vor Ende der Transferphase zum Ligakonkurrenten VfL Osnabrück, bei dem er einen Einjahresvertrag unterschrieb, welcher später bis 2016 verlängert wurde. Dort konnte er sich allerdings nicht gegen den ebenfalls neu verpflichteten Daniel Heuer Fernandes sowie nach dessen Abgang 2015 gegen dessen Nachfolger Marvin Schwäbe durchsetzen. In der Saison 2016/17 fungierte er bei dem Drittligisten als Ersatztorhüter hinter Marius Gersbeck.

### Elversberg
Nach vier Jahren in Osnabrück wechselte Lehmann 2017 zur SV Elversberg in die Regionalliga Südwest. Dort wurde er zunächst vier Jahre lang Stammtorhüter, ehe er im Laufe seiner fünften Spielzeit 2021/2022 seinen Stammplatz an Nicolas Kristof verlor. Er selbst kam in diesem Jahr noch auf 22 Einsätze und trug damit zum Aufstieg der Mannschaft in die 3. Liga bei. In der anschließenden Saison 2022/2023 erreichte die Mannschaft dort erneut die Liga-Meisterschaft und stieg direkt weiter in die 2. Bundesliga auf. Lehmann selbst bestritt dabei in Vertretung für den verletzten Kristof zwei Spiele. In der folgenden Zweitliga-Saison 2023/24 fungierte Lehmann im Profikader der Elversberger nur noch als dritter Torhüter hinter Kristof und dem neu verpflichteten Tim Boss und kam stattdessen in der zweiten Mannschaft des Vereins in der sechstklassigen Saarlandliga zu 16 Einsätzen.

## Nationalmannschaftskarriere
Für die U-18-Junioren absolvierte Lehmann am 14. sowie 16. November 2006 zwei Länderspiele gegen die Türkei, wobei er im ersten Spiel durch eine Einwechslung für Mohamed Amsif zu seinem Mannschaftsdebüt kam und die zweite Partie von Beginn an spielte.

## Erfolge
- 1 × Meister der U-17-Regionalliga (Staffel Süd/Südwest) mit dem VfB Stuttgart: 2004/05
- 1 × Meister der A-Junioren-Bundesliga (Staffel Süd/Südwest) mit dem VfB Stuttgart: 2007/08
- 1 × Meister der Oberliga Nordost (Staffel Nord) mit Energie Cottbus II: 2009/10
- 1 × Meister der Regionalliga Südwest und Aufstieg in die 3. Liga: 2021/2022
- 1 × Meister der 3. Liga und Aufstieg in die 2. Bundesliga: 2022/2023